# Don Lynn Anderson
Don Lynn Anderson (Frederick, 5 de março de 1933) é um geofísico estadunidense, que contribuiu com trabalhos fundamentais para a determinação da estrutura em larga escala do interior da Terra, utilizando em especial métodos sismológicos. Catedrático da cadeira Eleanor e John R. McMillan, é professor emérito de geofísica no Instituto de Tecnologia da Califórnia. Recebeu em 1998 o Prêmio Crafoord, juntamente com Adam Dziewonski.

## Vida e principais contribuições científicas
Nascido em Frederick, Maryland, Anderson se mudou para Baltimore aos seis anos de idade. Ele se formou no Instituto Politécnico de Baltimore e depois se transferiu para o Instituto Politécnico Rensselaer, onde obteve o grau de B.Sc. em geologia e geofísica em 1955. Ele depois trabalhou na indústria e nas forças armadas, até se mudar para o Instituto de Tecnologia da Califórnia (Caltech), onde obteve o grau de Ph.D. em Geofísica e Matemática em 1962. Ele passou a maior parte de sua carreira acadêmica subsequente no Laboratório Sismológico da Caltech.
Nos anos 1960 e 1970, Anderson e seus colaboradores investigaram as relações entre o comportamento das rochas do manto sob altas pressões e temperaturas, transformações de fases de minerais do manto e a geração de terremotos. Além disso, eles contribuíram significativamente para o entendimento dos movimentos das placas tectônicas, explorando as correntes de convecção no manto da Terra com métodos sismológicos. Entre outros, esses estudos levaram ao desenvolvimento do Modelo Referencial Preliminar da Terra (PREM, na sigla em inglês), em colaboração com Adam Dziewonski. O PREM estabelece um consistente modelo radial da Terra para vários parâmetros geofísicos importantes (por exemplo, velocidades sísmicas, atenuação e densidade).
Desde os anos 1980, ele também ficou conhecido como o criador de algumas ideias não convencionais, provocativas e controversas que fogem das visões das correntes científicas principais. Por exemplo, ele desenvolveu um modelo alternativo da composição mineralógica do manto superior, segundo a qual sua parte mais profunda consiste de piclogito, uma rocha relativamente rica em piroxênios e granadas, em vez do peridotito rico em olivinas, com a composição química da pirolita (rocha teórica geralmente considerada a melhor aproximação da composição do manto superior). Outra de suas hipóteses é que a teoria de pluma mantélica convectiva da Terra, como proposto por William Jason Morgan, é inválida, e que pontos quentes e ilhas oceânicas, como o Havaí ou a Islândia, são causados por anomalias químicas/mineralógicas no manto superior.
Don Anderson também considerou que a tectônica de placas não poderia existir sem o carbonato de cálcio depositado por organismos vivos nos limites das zonas de subducção. O enorme peso desses sedimentos poderia amolecer as rochas abaixo, tornando-as suficientemente flexíveis para afundarem.
Ele é o autor do livro Teoria da Terra, um livro-texto amplamente utilizado.

## Publicações selecionadas
- A. M. Dziewonski, D. L. Anderson: Preliminary reference Earth model; Physics of the Earth and Planetary Interiors 25, S.297–356 (1981)
- D. L. Anderson: Theory of the Earth; Blackwell Scientific Publications (1989)
- G. R. Foulger, D. L. Anderson: A cool model for the Iceland hotspot; Journal of Volcanology and Geothermal Research 141 (2005)